# Gustavo Dudamel

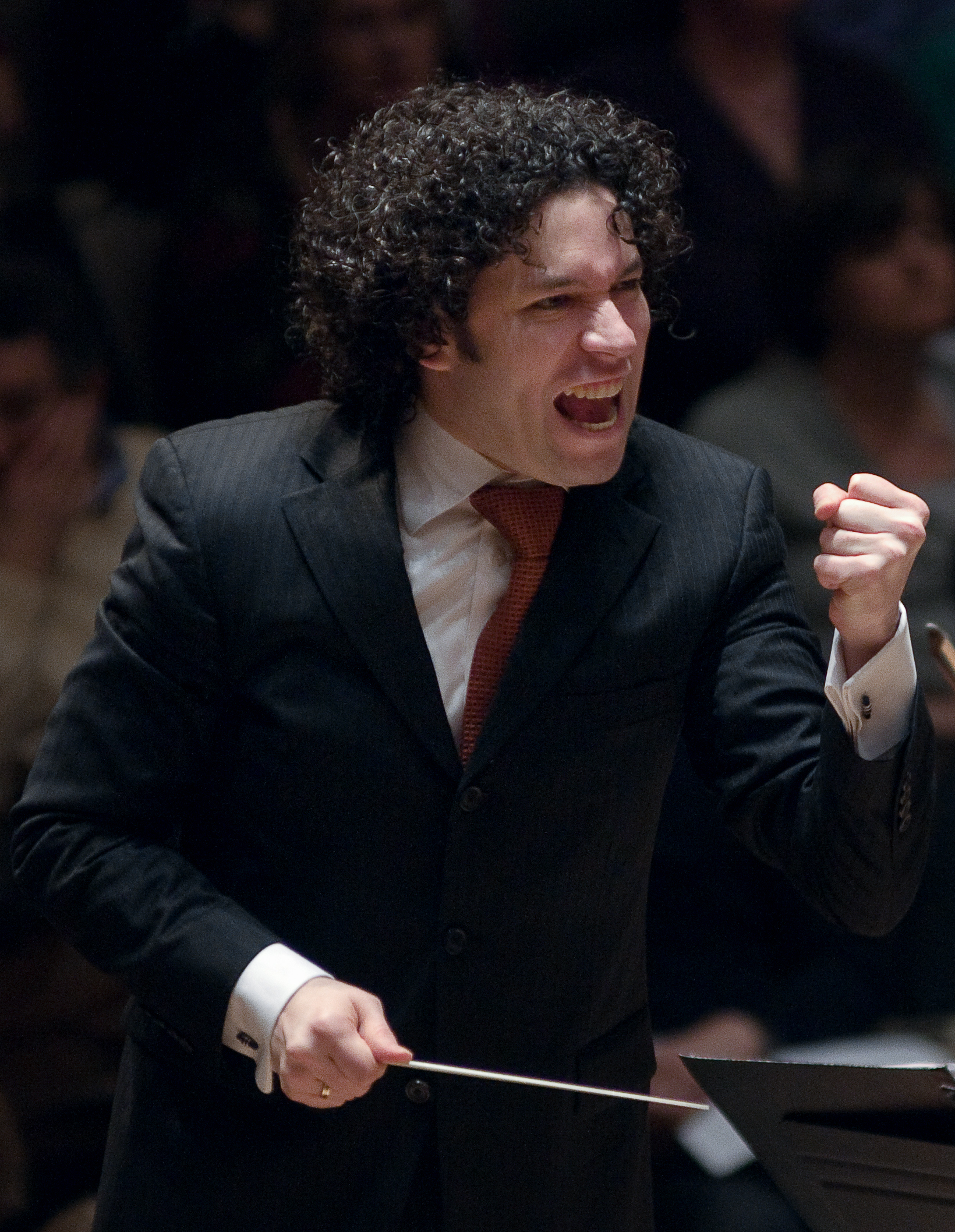
Gustavo Dudamel (2009)

Gustavo Adolfo Dudamel Ramírez (* 26. Januar 1981 in Barquisimeto, Venezuela) ist ein venezolanischer Dirigent und Violinist. Er ist musikalischer und künstlerischer Direktor des Los Angeles Philharmonic Orchestra.

## Leben
Dudamel wurde in der venezolanischen Millionenstadt Barquisimeto als Sohn eines Posaunisten und einer Gesangslehrerin geboren. Seine musikalische Ausbildung begann sehr früh im Rahmen des Sistema de Orquestas Juveniles de Venezuela („El Sistema“), eines landesweit organisierten Programms zur Förderung der musikalischen Ausbildung von Kindern und Jugendlichen. Mit zehn Jahren fing Dudamel an, Geige zu studieren, später auch Komposition. Als er mit zwölf Jahren erstmals vertretungsweise das Jugendorchester seiner Heimatstadt dirigierte, wurde sein Talent schnell entdeckt, und Dudamel wurde zum Dirigierstudium ermutigt. Im Alter von 18 Jahren wurde er 1999 zum Chefdirigenten der Orquesta Sinfónica de la Juventud Venezolana Simón Bolívar (heute Orquesta Sinfónica Simón Bolívar de Venezuela) ernannt, des staatlichen venezolanischen damaligen Jugendorchesters.
2004 gewann Dudamel den 1. Gustav-Mahler-Dirigentenwettbewerb der Bamberger Symphoniker. Im Jahr 2006 nahm er seine erste CD für die Deutsche Grammophon auf.
Am 16. April 2007 dirigierte er anlässlich des 80. Geburtstags von Papst Benedikt XVI. im Vatikan ein Konzert mit dem Radio-Sinfonieorchester Stuttgart. Auf dem Programm standen Werke von Antonín Dvořák, Giovanni Gabrieli und Wolfgang Amadeus Mozart.
Von 2007/08 bis 2012 war Dudamel Chefdirigent der Göteborger Symphoniker. Danach wurde er zum Ehrendirigenten des Orchesters ernannt.
2008 leitete Dudamel erstmals die Berliner Philharmoniker bei ihrem alljährlichen Sommerkonzert in der Berliner Waldbühne. Im selben Jahr wurde er mit dem Würth-Preis der Jeunesses Musicales Deutschland ausgezeichnet.
Seit der Saison 2009/10 übernahm er zusätzlich zu den Göteborger Symphonikern die Position des Conductor und 1st Music Director des Los Angeles Philharmonic Orchestra. In den ersten fünf Jahren unter seiner Leitung spielte das Orchester 60 Uraufführungen, von denen er selbst 20 dirigierte. Er war entscheidend an der Entwicklung des YOLA (Youth Orchestra Los Angeles) beteiligt, das bis 2014 insgesamt 600 Kinder aus benachteiligten (unterversorgten) Gemeinden aufnahm. Dudamels Vertrag wurde 2015 bis zum Jahr 2021 verlängert, danach 2020 erneut bis zum Ende der Saison 2025–26. Am 7. Februar 2023 meldete die New York Times, dass Dudamel ab 2026 das New York Philharmonic Orchestra leiten wird.
2012 dirigierte er das Sommernachtskonzert der Wiener Philharmoniker im Park vom Schloss Schönbrunn. Er konzertierte im Februar und Dezember 2013 erneut mit den Berliner Philharmonikern und trat an Rattles Stelle mit ihnen bei den Festspielen Mecklenburg-Vorpommern 2014 im Landgestüt Redefin auf.
Am 8. März 2013 dirigierte Dudamel das venezolanische Simón-Bolívar-Sinfonieorchester (vordem Simón-Bolívar-Jugendorchester) anlässlich des Begräbnisses des Staatspräsidenten Hugo Chávez.
Am 1. Januar 2017 dirigierte er das Neujahrskonzert der Wiener Philharmoniker 2017. Mit knapp 36 Jahren war Dudamel der bislang jüngste Dirigent des Neujahrskonzertes.
Gustavo Dudamel konnte eine Tournee seines heimischen Simón-Bolívar-Sinfonieorchesters im Jahr 2017 nicht mehr durchführen und 2018 ein Gedenkkonzert für José Antonio Abreu nicht geben, nachdem er den Staatspräsidenten Maduro aufgefordert hatte, die Stimme des Volkes zu hören, dies nach jahrelangem Stillhalten, um das Orchester zu schützen.
Von August 2021 bis zum Ende der Saison 2022/23 war er musikalischer Leiter der Pariser Oper.
Axel Brüggemann schrieb 2007, Dudamel sei eine „Symbolfigur einer einzigartigen Klassikbegeisterung in seinem Land“.

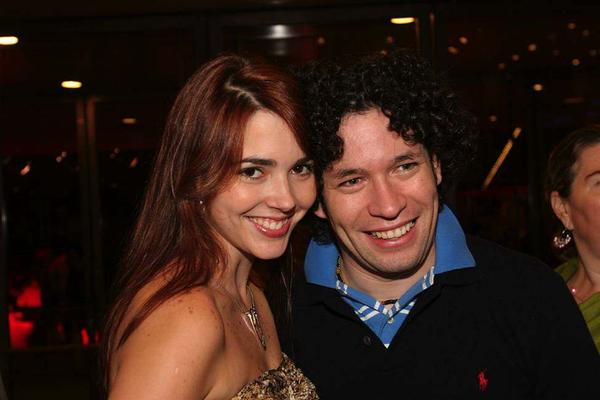
Dudamel und seine ehemalige Frau Eloísa Maturén kurz nach der Hochzeit (2006)

Dudamel war von 2006 bis 2015 in erster Ehe verheiratet. Er hat einen Sohn (* 2011). 2017 heiratete er die Schauspielerin María Valverde.

## Ehrungen und Auszeichnungen
- 2009 SAECULUM-Glashütte-Original-Musikfestspielpreis während der Dresdner Musikfestspiele.
- 2022 Grammy in der Kategorie Beste Chordarbietung für Mahler: Symphony No. 8, ‘Symphony of a Thousand’ von Leah Crocetto, Mihoko Fujimura, Ryan McKinny, Erin Morley, Tamara Mumford, Simon O’Neill, Morris Robinson, Tamara Wilson und dem Los Angeles Children’s Chorus unter Leitung von Fernando Malvar-Ruiz, dem Los Angeles Master Chorale unter Leitung von Grant Gershon, dem National Children’s Chorus unter Leitung von Luke McEndarfer, dem Pacific Chorale unter Leitung von Robert Istad und dem Los Angeles Philharmonic unter seiner Leitung
- 2023 Mitglied der American Academy of Arts and Sciences

## Filme
- Maestro gesucht. Dokumentation des Gustav-Mahler-Dirigentenwettbewerbs 2004. Regie: Reinhold Jaretzky, Zauberbergfilm, Berlin 2004, 60 min.
- Gustavo Dudamel und das Simón Bolívar Youth Orchestra of Venezuela. Beobachtungen vom Gastspiel in der Mozartstadt. «Salsa in Salzburg». Fernseh-Reportage, Deutschland, 2008, 94 Min., Regie: Agnes Meth, Martin Schneider, Produktion: ZDF, arte, Erstsendung: 22. September 2008, Inhaltsangabe (Memento vom 18. April 2013 im Webarchiv archive.today) von arte. 
Bei den Salzburger Festspielen 2008 war das Orchester über eine Woche lang zu einem Gastspiel eingeladen. Neben Musikausschnitten von Proben und Konzerten (Mussorgskis Bilder einer Ausstellung und Beethovens Tripelkonzert) werden Interviews geführt mit Gustavo Dudamel, Martha Argerich, Renaud Capuçon, Gautier Capuçon und Nikolaus Harnoncourt.
- Das Musikwunder von Caracas. Vom Armenviertel in den Konzertsaal. Dokumentation, Deutschland, 2007, 30 Min., Regie: Peter Puhlmann, Produktion: SWR, Inhaltsangabe (Memento vom 11. Mai 2008 im Internet Archive).
- El Sistema, Dokumentarfilm von 2009, Regie Paul Smaczny, Maria Stodtmeier, in Koproduktion mit arte france / SVT / NHK.
- Libertador, Spielfilm über Simón Bolívar, 2013.